# IF Elfsborg
IF Elfsborg je švedski nogometni klub iz Boråsa. Klub je formiran 26. lipnja 1904. godine. Klub je osvoio šest naslova prvaka države, te je tri puta osvajao nacionalni kup. Trenutno igraju u prvoj švedskoj ligi, Allsvenskan. Elfsborg svoje domaće utakmice igra na stadionu Borås Arena. Najveći rival je IFK Göteborg.

## Poznati igrači
- Hasse Berggren
- Ove Grahn
- Sven Jonasson
- Tobias Linderoth
- Anders Svensson
- Mathias Svensson

## Uspjesi
- Allsvenskan:
  - Prvak (6): 1935./36., 1938./39., 1939./40., 1961., 2006., 2012.

- Svenska Cupen:
  - Osvajač (3): 2001., 2003., 2013./14.

- Supercupen:
  - Osvajač (1): 2007.

## Vanjske poveznice
- Službena Elfsborgova stranica
- Službena stranica navijača kluba
- navijačka stranica
- povijest i statistike
- navijački forum